# Helen Reeves
Helen Reeves (Nottingham, 6 de septiembre de 1980) es una deportista británica que compitió en piragüismo en la modalidad de eslalon.
Participó en los Juegos Olímpicos de Atenas 2004, obteniendo una medalla de bronce en la prueba de K1 individual. Ganó dos medallas en el Campeonato Mundial de Piragüismo en Eslalon, en los años 2002 y 2003.

## Palmarés internacional
| Juegos Olímpicos   | Juegos Olímpicos              | Juegos Olímpicos  | Juegos Olímpicos |
| Año                | Lugar                         | Medalla           | Competición      |
| ------------------ | ----------------------------- | ----------------- | ---------------- |
| 2004               | Atenas (Grecia)               | Medalla de bronce | K1 individual    |
| Campeonato Mundial |                               |                   |                  |
| Año                | Lugar                         | Medalla           | Competición      |
| 2002               | Bourg-Saint-Maurice (Francia) | Medalla de bronce | K1 por equipos   |
| 2003               | Augsburgo (Alemania)          | Medalla de bronce | K1 por equipos   |